# ابن السباك الحنفي
تاج الدين علي بن سنجر ابن السباك، عالم بغداد الحنفي، ولد في شعبان سنة 660 أو661 هـ، من مؤلفاته المنسوب وله أرجوزة في الفقه، توفي سنة 750 هـ

## شيوخه
تفقه على يد ظهير الدين، محمد بن عمر البخاري، وابن الساعاتي وسمع من صحيح البخاري(أ) والأحكام لابن تيمية، من الرشيد بن أبي القاسم، كما سمع مسند الدارمي من ست الملوك فاطمة البغدادية، وإحياء علوم الدين من كمال الدين محمد بن المبارك المخرمي، كما أجاز له كل من محمد بن محمد بن الزيات وابن المزبج(ب) وابن مشرف الفرضي. وأخذ النحو عن ابن إياز.

## تلاميذه
سمع منه ابن رافع.

## هوامش
أ: ذكر الصفدي في أعوان العصر وأعيان النصر أنه سمع صحيح البخاري، لكنه في الوافي بالوفيات قال بأنه سمع نصف صحيح البخاري.
ب: ذكره الصفدي باسم: ابن المزيح في كل من أعوان العصر والوافي بالوفيات.